# Windjammer

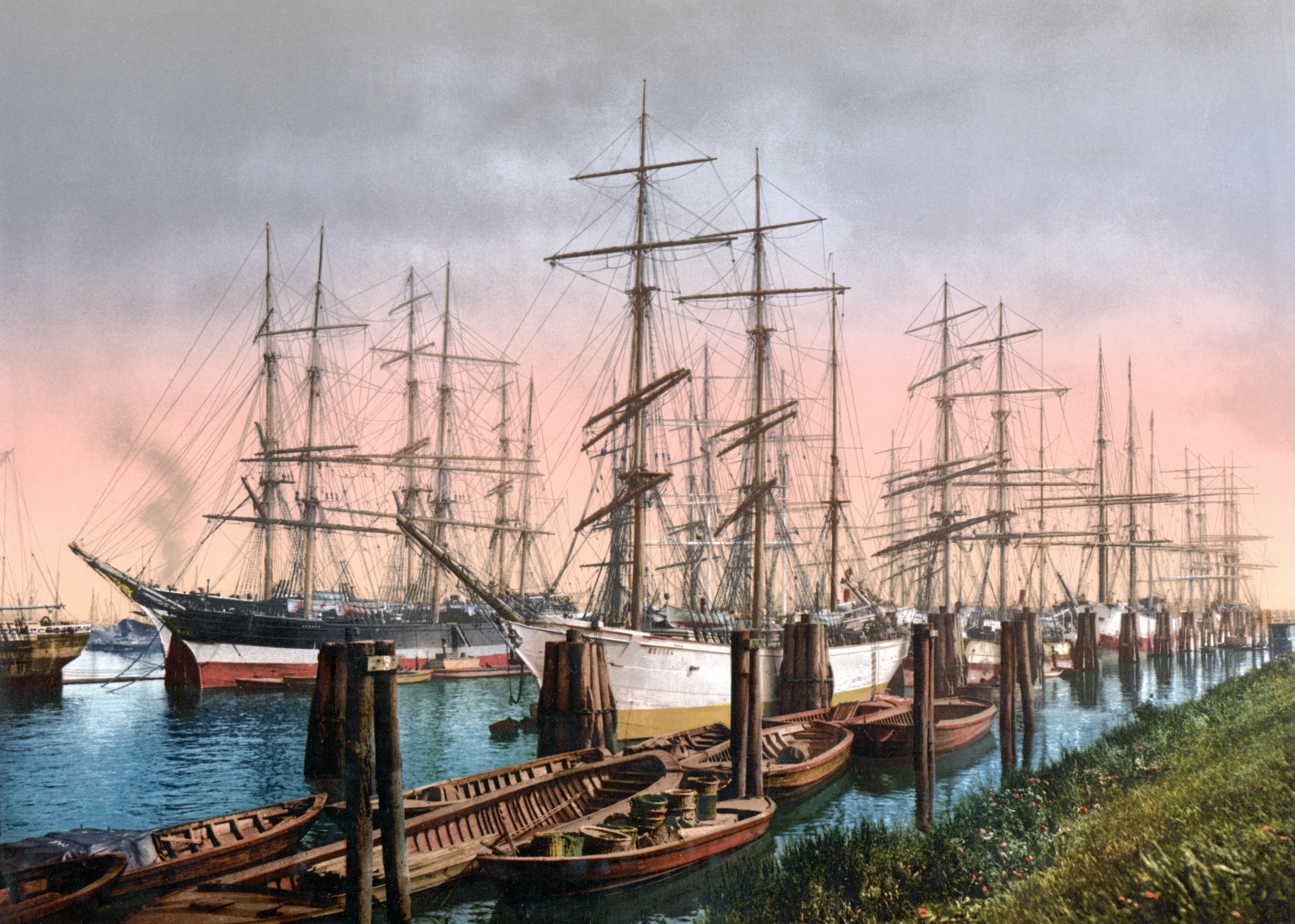
Windjammery w Hamburgu rok 1900.

Windjammer, czyli „pogromca wiatrów” (z ang.) – nazwa utworzona na przełomie XIX i XX wieku, jaką zwykło określać się ostatnie wielkie żaglowce, czyli wielkie transoceaniczne statki towarowe o napędzie żaglowym, które były de facto „łabędzim śpiewem” odchodzącej bezpowrotnie ery statków żaglowych.
Windjammery powstały po utrwaleniu się już na morzach ery statków parowych i były pomysłem na zaoszczędzenie kosztów transportu. Niezwykłe zjawisko restytucji żaglowców w celach gospodarczych w czasach znacznie nowocześniejszych technologii transportu morskiego było efektem pomysłu, aby budować żaglowce z wykorzystaniem wszystkich najnowocześniejszych technik i technologii, jakie odkryto podczas projektowania i budowy statków nowej generacji, czyli stalowych statków o napędzie motorowym.
Windjammery były największymi żaglowcami, jakie kiedykolwiek budowano, a ich pojemność przekraczała nawet 5000 BRT. Były to więc statki porównywalne pod względem pojemności z ówczesnymi statkami parowymi. Również długości kadłubów były imponujące – do stu kilkudziesięciu metrów. Wszystkie elementy konstrukcyjne oraz poszycie były stalowe, a do obsługi takielunku była potrzebna znacznie mniejsza ilość załogi, niż kiedykolwiek na wielkim żaglowcu, z powodu zastosowania wind parowych i elektrycznych. Żaglowce te obsługiwało zwykle tylko kilkunastu ludzi. 
Dla osiągnięcia realnej ekonomiki transportu, windjammery pływały na ściśle określonych trasach i w ściśle określonych porach roku, odbywając w cyklu jednorocznym rejsy z Europy do portów Chin, Australii lub Ameryki Południowej i z powrotem do Europy z okrążeniem globu, wzdłuż korzystnych prądów morskich i stref wiatrów. Były statkami towarowymi przewożącymi towary masowe: węgiel, surowce mineralne (m.in. guano, rudę), drewno, zboże. Ich prędkość dorównywała kliprom (czyli do 20 węzłów), a realne czasy przejścia były nawet krótsze od kliprów, gdyż z powodu swojej masywnej konstrukcji windjammery mogły zapuszczać się w najbardziej trudne pogodowo pasy ryczących czterdziestek, a nawet niedostępnych kliprom wyjących pięćdziesiątek, gdzie czasom przejścia sprzyjały nie tylko bardzo silne wiatry z korzystnych i stałych kierunków, ale także krótkie długości równoleżników wynikające z kulistego kształtu Ziemi, a windjammery mogły bezpiecznie docierać nawet w pobliże granicy lodów.
Windjammery bywają mylone z kliprami, istnieje między tymi typami jednostek kilka zasadniczych różnic: klipry były optymalizowane pod względem prędkości, windjammery – pod względem ładowności i łatwości obsługi (dzięki zatosowaniu m.in. wind parowych do obsługi żagli załoga rzadko przekraczała kilkunastu członków). Większość kliprów miało konstrukcję mieszaną (drewniano-stalową) o ożaglowaniu rejowym i pojemności ładowni mniejszej niż 1000 ton. Windjammery miały kadłuby całkowicie stalowe, ożaglowanie rejowo-gaflowe (bark) i znacznie większą ładowność, co przyczyniło się do tego, że wyparły klipry. Największy kiedykolwiek zwodowany przedstawiciel tego typu statków, pięciomasztowy pełnorejowy Preußen mógł zabrać 7800 t ładunku, będąc jednocześnie jednym z szybszych rozwijał prędkość 16 węzłów. Stało się to zresztą przyczyną katastrofy – idący kolizyjnym kursem dwukrotnie wolniejszy parowiec nie docenił prędkości i doprowadził do zderzenia.
Przy sprzyjających wiatrach miały znaczną przewagę prędkości nad ówczesnymi parowcami, które rozwijały prędkość ok. 8 węzłów. Windjammery nie wymagały ponadto zaopatrzenia w węgiel i słodką wodę do kotłów.

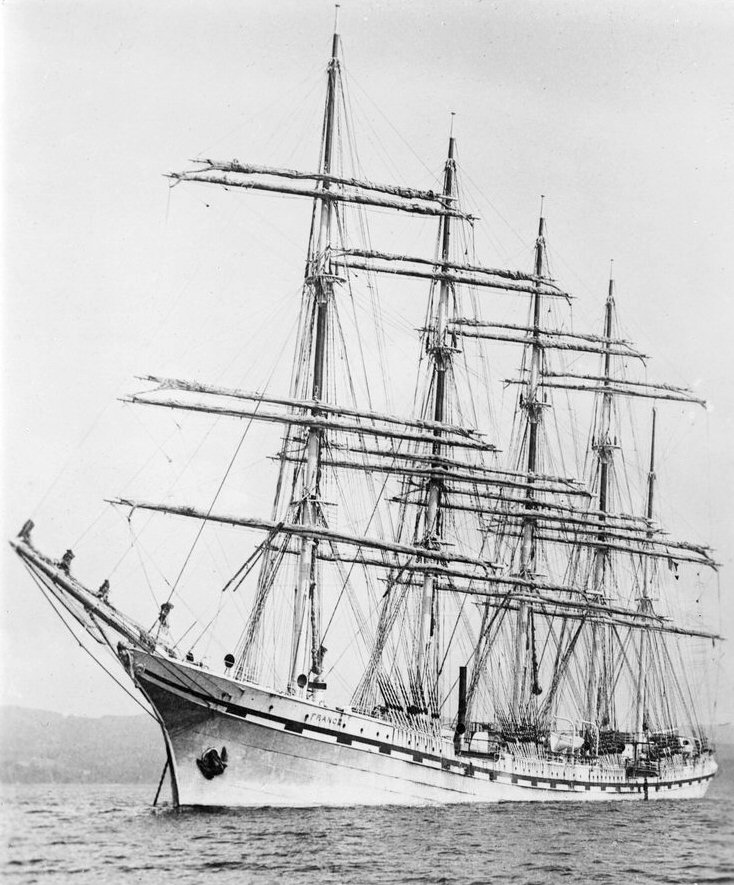
„France II” – najdłuższy zbudowany żaglowiec

Opłacalności tych statków sprzyjały również przepisy i ulgi podatkowe wielu krajów oraz fakt wymagania w niektórych krajach dla kandydatów na stopnie oficerskie odbywania praktyk na żaglowcach, co zapewniało armatorom tanią, ale wykwalifikowaną siłę roboczą. Jednak również wśród szeregowych marynarzy nie było problemu ze znalezieniem obsady żaglowców, gdyż wielu z nich z różnych powodów nie chciało przesiąść się na nowocześniejsze parowce lub motorowce.
Windjammery określa się jako żaglowce ery pokliprowej. Pływały zarobkowo do końca lat 30., choć ostatnie jednostki przetrwały II wojnę światową i pływały do lat 50., a nawet 60. XX w. Obsługiwały linie tanich materiałów masowych, nie cieszących się uwagą kompanii eksploatujących statki parowe, takie jak drewno, węgiel, guano czy zboże. Ładunki przywożone były z odległych portów, gdzie paliwo i czysta woda były niedostępne, takich jak Australia (wełna, zboże), odległe wyspy Pacyfiku (guano) i Ameryka południowa (saletra). Poruszały się szlakami kliprów, niejednokrotnie okrążając glob dzięki korzystnym wiatrom, jednak częściej wioząc balast niż ładunek.
Do dziś pływa jeszcze kilka żaglowców zbudowanych w tamtych czasach. Obecnie służą już tylko celom szkoleniowym. Pływają jeszcze m.in.: STS Kruzensztern i STS Siedow.